# Огинский канал
Огинский канал, Днепровско-Неманский канал (бел. Агінскі канал, Дняпроўска-Нёманскі канал) — канал в Беларуси, построенный в 1767—1783 годах, соединяет реки Ясельда (бассейн Припяти) и Щара (бассейн Немана), соединяя таким образом Балтийское море с Чёрным. Частью канала являются озёра Выгонощанское и Вульковское. Длина канала около 55 км (в том числе 5 км по озеру Выгонощанское). Озеро Выгонощанское соединено с рекой Щара 2,5-километровым проколом[чем?]. На канале было две пристани — Телеханы и Огинская. Первоначально имел название Телеханский канал.

## История
Канал назван в честь Михаила Казимира Огинского, инициатора строительства (kanal wieki Pinski czyli port Oginski). Строительство обошлось в двенадцать миллионов злотых, большую часть которых выделил Матей Бутримович — пинский мечник и городской судья. Именно Матей Бутримович выполнил всю организационную работу: приглашал специалистов, нанимал рабочих.
Основными инструментами строителей были пилы, топоры и лопаты. В качестве транспорта использовались подводы, запряжённые лошадьми и волами. В благодарность за развитие края Речь Посполитая запланировала сооружение памятника Огинскому (что отразилось даже в конституции 1768 года), даровала ему местечко Лагишин и деревню Мышковце. Плата на содержание канала взималась с проходящих судов.

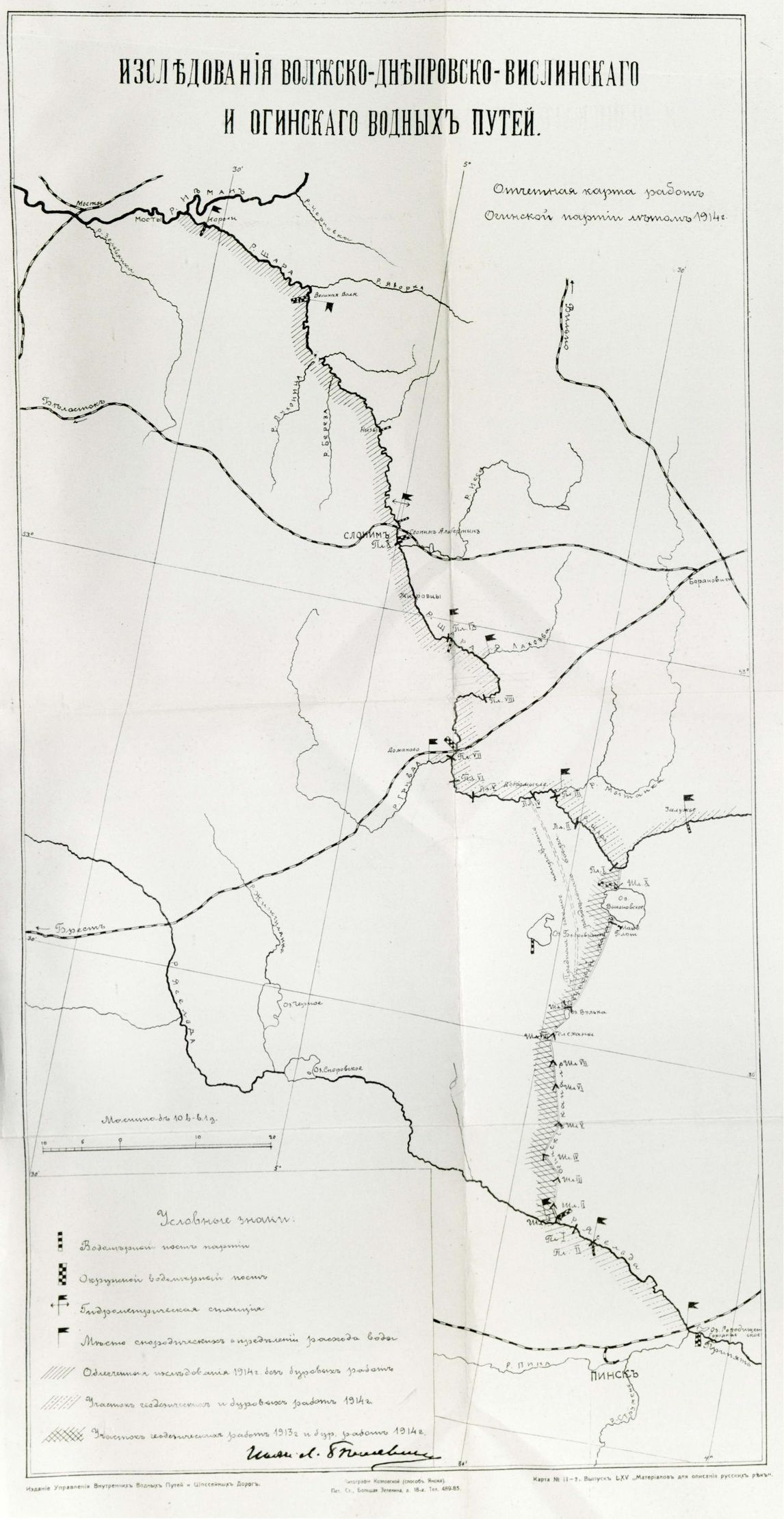
Исследования Волжско-Днепровско-Висленского и Огинского Водных путей

Канал был сдан в эксплуатацию в 1783 году.
В 1799—1803 годахработами по сооружению Огинского канала между реками Щарой, притоком  Немана, и Ясельдой, притоком Припяти руководил Иван Иванович Фалконий; заведовал им Фалконий до 1810 года.
В XIX веке пароходы курсировали ежедневно по следующим маршрутам: Пинск — Телеханы и Пинск — Слоним (раз в два дня). Кроме того, судоходство по Ясельде и Огинскому каналу до Выгонощанского озера осуществлялось конной и людской тягой. Благодаря каналу начался активный рост прилегающих деревень и селений.
Огинский канал не был глубоким, так что в засушливые годы движение по нему и сплав леса затруднялись. Поэтому в соответствии с указом Павла I от 23 февраля 1795 года было решено «приступить до ремонта канала с целью принести больше выгоды российским подданным», на что отпускалось 60 тысяч рублей. Ремонт продолжался с 1799 по 1804 год. После реконструкции его ширина достигла 10 метров, шлюзы были длиной 34 м и шириной до 5,2 м; канал мог пропускать суда с осадкой до 0,7 м. Указом Александра I от 23 февраля (6 марта) 1804 года были утверждены штаты и сборы «съ проходящихъ по онымъ судовъ и плотовъ».
Из ведомостей Гродненского статистического комитета от 1837 года известно, что стоимость товаров, которые были перевезены по Огинскому каналу в 1836 году (соли, пшеницы, уксуса, семян льна, овса, сала, гороха, ржи, глиняной и фаянсовой посуды, стекла, кирпича, табака и др.), составила 1,5 млн рублей. По каналу осуществлялась также доставка из-за рубежа железа (и изделий из него) и даже ювелирных изделий, с юга привозили шёлк и вино.
Канал сильно пострадал в Первую мировую войну. Все гидротехнические сооружения были взорваны и сожжены.
После присоединения Западной Белоруссии к Польше польские власти активно взялись за обновление водной артерии. Канал был быстро восстановлен, модернизирован (в 1926 и 1928 годах) и до 1939 года успешно эксплуатировался. Напротив деревни Гортоль через него был переброшен металлический мост, который при прохождении парохода разводился. В основном канал использовался для лесосплава, но ходили здесь в обе стороны и пассажирские суда с паровыми двигателями.
С 1939 по 1941 год канал использовался лишь для лесосплава и эпизодически — для судоходства.
В 1942 году в результате боя между советскими партизанами и немецкими войсками навигационная система канала была разрушена и больше не восстанавливалась.
После войны планировалось восстановление водной системы (в качестве кратчайшего пути из Каспийского и Чёрного морей — в Балтийское) с присвоением ей статуса, как тогда говорили, «объекта союзного значения», но этим планам не суждено было осуществиться. Окончательно канал пришел в негодность в 1960-е годы, когда были взорваны оставшиеся шлюзы и плотины[почему?].

## Современное состояние и перспективы

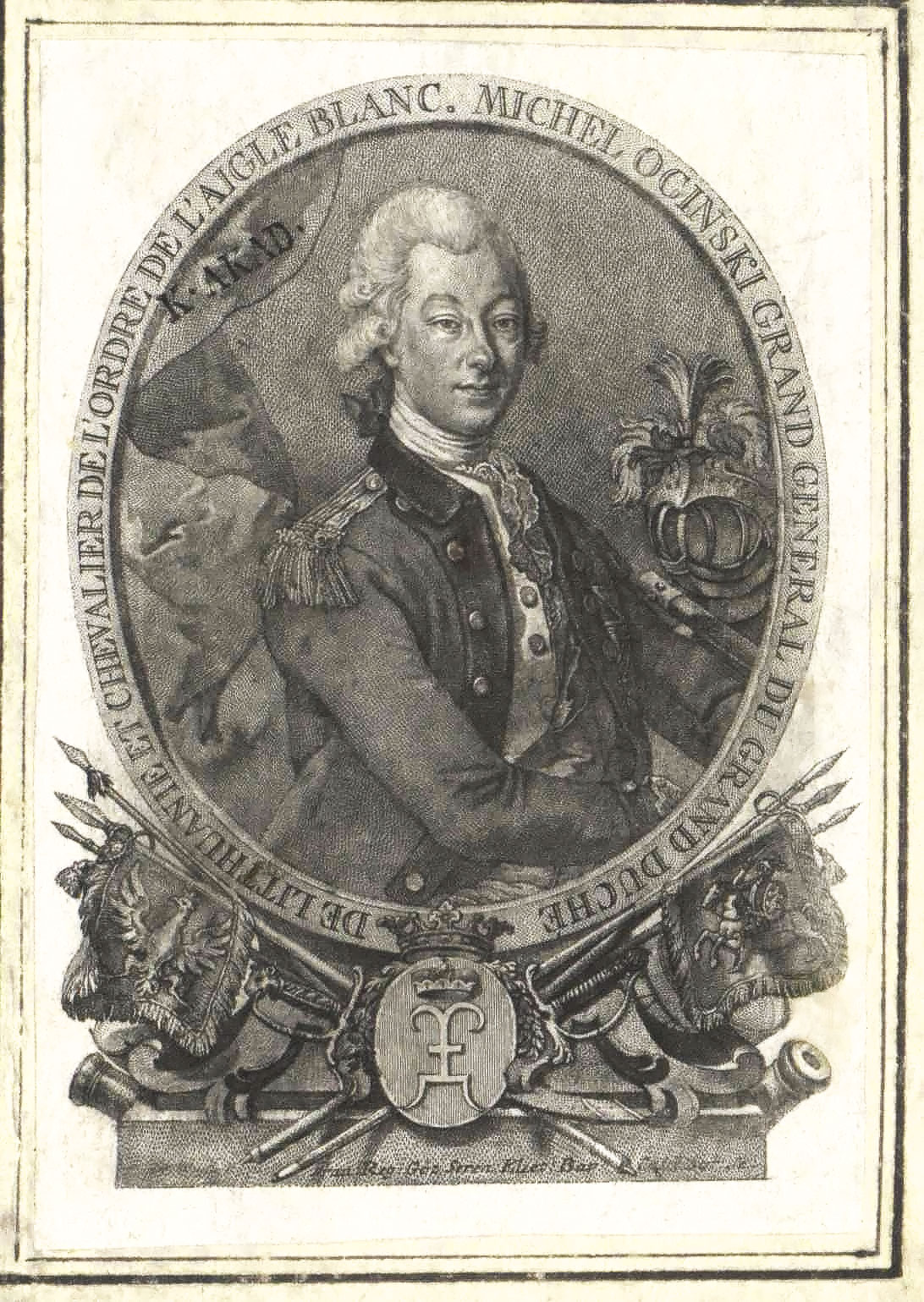
М. К. Огинский — инициатор прокладки канала

Канал превратился в туристический объект, но до сих пор не восстановлен, и вопрос о его восстановлении всё ещё открыт. Состояние канала плачевное почти на всём его протяжении (с 1-го по 45-й км), только два участка канала находятся в нормальном состоянии: место отдыха жителей Телехан — озеро Вульковское, входящее в состав канала, и озеро Выгонощанское, с четырёхкилометровым проколом и остатками 10-го шлюза. А состояние канала с 15-го километра и до озера Вульковского особенно печальное.
В 1980 году на выходе из озера Выгонощанского канал был перекрыт земляной дамбой.
По состоянию на 2007 год канал не эксплуатируется. Во многих местах ширина канала не превышает десяти метров, а глубина — полуметра. Возведённые после Второй мировой войны коммуникации и мосты не позволяют использовать канал для судоходства.
Неоднократно предлагались проекты по восстановлению канала, однако они признавались неэффективными. По предварительным расчётам, реконструкция канала потребует свыше 40 млрд бел. рублей. В 2007 году в связи с погодными условиями (засуха с последующими за ней проливными дождями) Огинский канал вместе с рекой Щарой превратился в зону экологического бедствия, из-за чего резко упало поголовье рыбы, особенно щук. Инцидент случился после попадания застоявшейся в болотах воды в канал и реку Щару, что и привело к массовой гибели рыбы.
Реконструкция канала предполагает восстановление только некоторой части канала (озеро Выгонощанское — деревня Выгонощи — КПП заказника), то есть практически только пяти километров канала. Да и вынужденная реконструкция 10-го шлюза связана лишь с тем, что его ворота пришли в негодность и он стал пропускать воду из Выгонощанского озера в реку Щару. Это привело к тому, что канал на участке деревня Выгонощи — деревня Вулька Телеханская практически превратился в канаву со стоячей водой. А уровень озера Вульковского без подпитки его со стороны Выгонощанского озера тоже стал падать. Канал на перекрёстке дорог на озеро Выгонощанское и Бобровичи представляет собой 50-сантиметровый прокол в насыпанной поперёк русла земле, а уровень воды со стороны Выгонощанского озера ниже уровня трубы прокола.
Канал, соединивший Неман с бассейном Днепра, называют чудом инженерной мысли XVIII века. Есть надежда, что, возможно, канал войдёт в список мирового наследия ЮНЕСКО.